# Head-Smashed-In Buffalo Jump

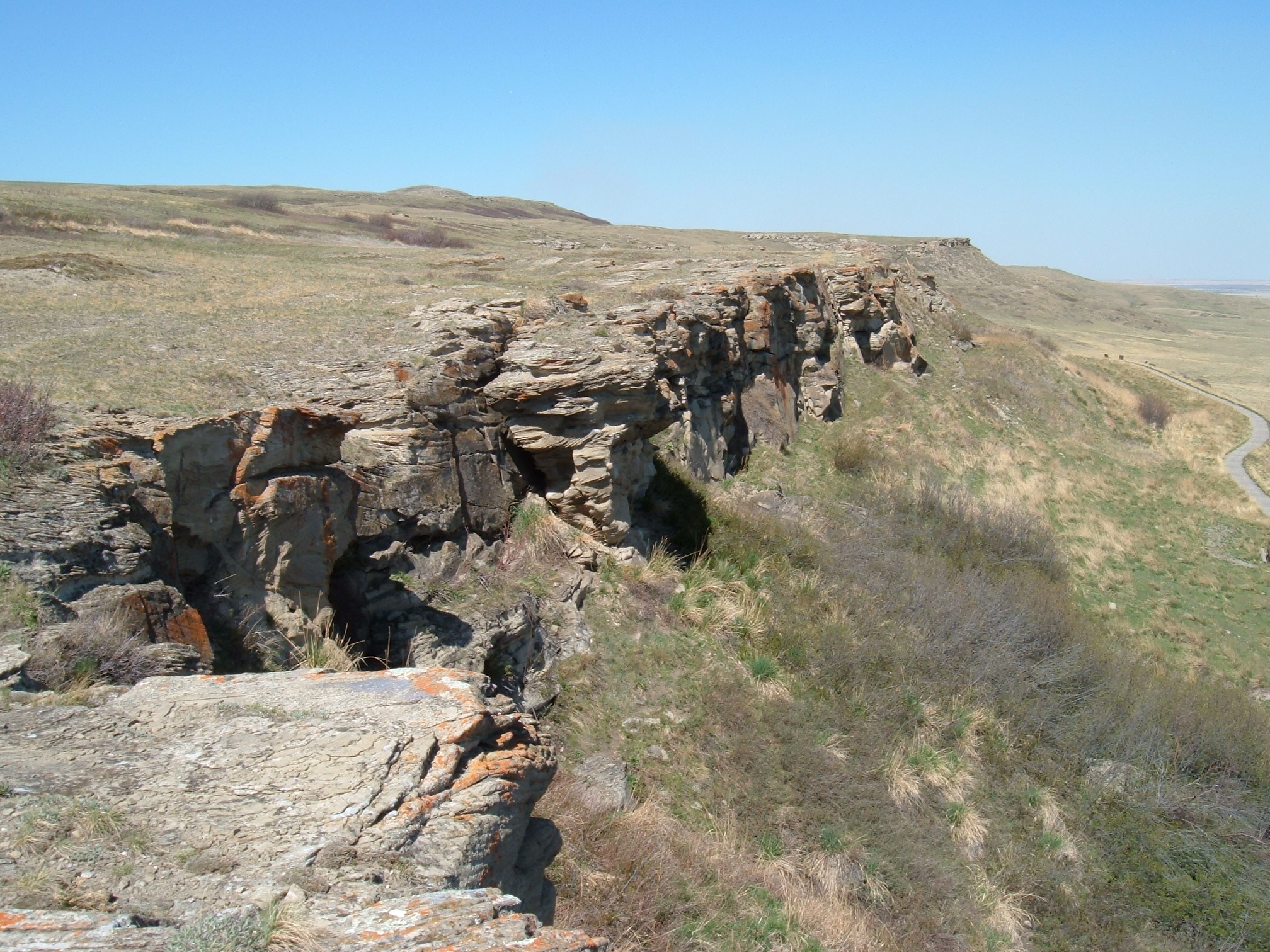
Head Smashed-In Buffalo Jump

Head-Smashed-In Buffalo Jump är en plats vid foten av Klippiga bergen där dessa reser sig från präriens lågland, cirka 18 km nordväst om Fort Macleod i Alberta i Kanada. Platsen är ett världsarv och ett museum om svartfotsindianernas kultur.

## Historia
Buffalo Jump användes redan för 6000 år sedan av urbefolkningarna på prärien för att döda bisonoxar. I senare tid jagade svartfotsindianerna buffel på samma sätt genom att driva dem från ett betesområde i Porcupine Hills omkring 3 km väster om platsen till "körbanan", kantad med hundratals rösen, och sedan i full galopp ut ifrån höga klipporna. Klippan är omkring 300 meter lång och dess högsta punkt ligger 10 meter över dalgången nedanför. På platsen ligger benrester i ett 10 meter tjockt lager, vilket indikerar att platsen använts kontinuerligt ända fram till historisk tid. Efter att bufflarna fallit utför klippan, bearbetades djurkropparna i ett närliggande tillfälligt jaktläger.
På svartfotsindianernas språk var namnet på platsen Estipah-skikikini-kots ("där han fick sitt huvud krossat"). Enligt legenden ville en ung svartfotsindian se bisonoxarna falla från klipporna nedifrån, men blev begraven nedanför av de fallande bisonoxarna. Han hittades senare död under högen av djurkroppar.
Head-Smashed-In övergavs på 1800-talet efter att man börjat jaga buffel till häst. Platsen dokumenterade av europeiska forskare först på 1880-talet och grävdes först ut av American Museum of Natural History 1938. 1968 blev det en National Historic Site, 1979 en provinsiell historisk plats och ett världsarv 1981.

## Turistanläggning och museum
Turistanläggningen vid Head-Smashed-In byggdes intill de uråldriga sandstensklipporna i naturhistorisk stil. Det består av fem skilda nivåer som visar ekologin i området, svartfotsindianernas mytologi, livsstil och teknologi presenterade såväl utifrån den arkeologiska vetenskapens synsätt som det infödda folkets synsätt.
Turistanläggningen, som kostade 10 miljoner USA-dollar, ritades av arkitekfirman Le Blond Partnership, och vann 1990 priset Governor General's Gold Medal for Architecture.